# 柘植元一
柘植 元一（つげ げんいち、1937年9月23日 - ）は、日本の音楽学者、東京藝術大学名誉教授。東洋音楽学会会長、国際伝統音楽学会（ICTM）理事。
愛知県生まれ。東京藝術大学音楽学部楽理科卒業、1963年同専攻科修了、ウェズリアン大学大学院民族音楽学博士課程修了、音楽学博士。ウェズリアン大学助教授、国立音楽大学助教授、教授、東京藝術大学教授、2001年名誉教授。

## 著書
- 『世界音楽への招待 民族音楽学入門』音楽之友社 1991
- 『シルクロード楽器の旅』音楽之友社 1992

### 共編
- 『口頭伝承の比較研究 2』川田順造共編 弘文堂 1985
- 『アジア音楽史』植村幸生共編 音楽之友社 1996
- 『はじめての世界音楽 諸民族の伝統音楽からポップスまで』塚田健一共編 音楽之友社 1999

### 翻訳
- フィリップ・V.ボールマン『ワールドミュージック/世界音楽入門』音楽之友社 2006
- ケイ・カウフマン・シェレメイ『エチオピア音楽民族誌 ファラシャ/エチオピア正教/望郷歌』アルク出版企画 2009

## 参考
- 『現代日本人名録』2002